# Manōlīs Saliakas
Manōlīs Saliakas (in greco Μανώλης Σάλιακας?; Candia, 12 settembre 1996) è un calciatore greco, difensore del St. Pauli.

## Statistiche

### Presenze e reti nei club
Statistiche aggiornate al 21 dicembre 2024.
| Stagione                 | Squadra                  | Campionato               | Campionato | Campionato | Coppe nazionali | Coppe nazionali | Coppe nazionali | Coppe continentali | Coppe continentali | Coppe continentali | Altre coppe | Altre coppe | Altre coppe | Totale | Totale |
| Stagione                 | Squadra                  | Comp                     | Pres       | Reti       | Comp            | Pres            | Reti            | Comp               | Pres               | Reti               | Comp        | Pres        | Reti        | Pres   | Reti   |
| ------------------------ | ------------------------ | ------------------------ | ---------- | ---------- | --------------- | --------------- | --------------- | ------------------ | ------------------ | ------------------ | ----------- | ----------- | ----------- | ------ | ------ |
| 2013-2014                | Olympiacos               | SL                       | 1          | 0          | CG              | 1               | 0               | UCL                | 0                  | 0                  |             | -           | -           | 2      | 0      |
| 2014-2015                | Olympiacos               | SL                       | 0          | 0          | CG              | 1               | 0               | UCL+UEL            | 0                  | 0                  |             | -           | -           | 1      | 0      |
| 2015-2016                | Olympiacos               | SL                       | 0          | 0          | CG              | 3               | 0               | UCL+UEL            | 0                  | 0                  |             | -           | -           | 3      | 0      |
| Totale Olympiacos        | Totale Olympiacos        | Totale Olympiacos        | 1          | 0          |                 | 5               | 0               |                    | 0                  | 0                  |             | -           | -           | 6      | 0      |
| 2016-2017                | Karmiōtissa              | A                        | 30         | 0          | CC              | 1               | 0               | UCL                | 0                  | 0                  |             | -           | -           | 31     | 0      |
| 2017-2018                | Chania-Kissamikos        | FL                       | 26         | 5          | CG              | 0               | 0               |                    | -                  | -                  |             | -           | -           | 26     | 5      |
| 2018-2019                | Chania-Kissamikos        | FL                       | 19         | 2          | CG              | 5               | 0               | -                  | -                  | -                  |             | -           | -           | 24     | 2      |
| Totale Chania-Kissamikos | Totale Chania-Kissamikos | Totale Chania-Kissamikos | 45         | 7          |                 | 5               | 0               |                    | -                  | -                  |             | -           | -           | 50     | 7      |
| 2019-2020                | Lamia                    | SL                       | 24         | 1          | CG              | 5               | 1               |                    | -                  | -                  |             | -           | -           | 29     | 2      |
| 2020-2021                | PAS Giannina             | SL                       | 31         | 0          | CG              | 5               | 1               |                    | -                  | -                  |             | -           | -           | 36     | 1      |
| 2021-2022                | PAS Giannina             | SL                       | 35         | 1          | CG              | 1               | 0               |                    | -                  | -                  |             | -           | -           | 36     | 1      |
| Totale PAS Giannina      | Totale PAS Giannina      | Totale PAS Giannina      | 66         | 1          |                 | 6               | 1               |                    | -                  | -                  |             | -           | -           | 72     | 2      |
| 2022-2023                | St. Pauli                | 2.L                      | 33         | 4          | CG              | 1               | 0               | -                  | -                  | -                  | -           | -           | -           | 34     | 4      |
| 2023-2024                | St. Pauli                | 2.L                      | 31         | 2          | CG              | 4               | 0               |                    | -                  | -                  |             | -           | -           | 35     | 2      |
| 2024-2025                | St. Pauli                | BL                       | 14         | 1          | CG              | 1               | 0               |                    | -                  | -                  |             | -           | -           | 15     | 1      |
| Totale St. Pauli         | Totale St. Pauli         | Totale St. Pauli         | 78         | 7          |                 | 6               | 0               |                    | -                  | -                  |             | -           | -           | 84     | 7      |
| Totale carriera          | Totale carriera          | Totale carriera          | 244        | 16         |                 | 33              | 2               |                    | 0                  | 0                  |             | -           | -           | 257    | 17     |

### Cronologia presenze e reti in nazionale
| Cronologia completa delle presenze e delle reti in nazionale ― Grecia | Cronologia completa delle presenze e delle reti in nazionale ― Grecia | Cronologia completa delle presenze e delle reti in nazionale ― Grecia | Cronologia completa delle presenze e delle reti in nazionale ― Grecia | Cronologia completa delle presenze e delle reti in nazionale ― Grecia | Cronologia completa delle presenze e delle reti in nazionale ― Grecia | Cronologia completa delle presenze e delle reti in nazionale ― Grecia | Cronologia completa delle presenze e delle reti in nazionale ― Grecia |
| Data                                                                  | Città                                                                 | In casa                                                               | Risultato                                                             | Ospiti                                                                | Competizione                                                          | Reti                                                                  | Note                                                                  |
| --------------------------------------------------------------------- | --------------------------------------------------------------------- | --------------------------------------------------------------------- | --------------------------------------------------------------------- | --------------------------------------------------------------------- | --------------------------------------------------------------------- | --------------------------------------------------------------------- | --------------------------------------------------------------------- |
| 3-6-2021                                                              | Bruxelles                                                             | Belgio                                                                | 1 – 1                                                                 | Grecia                                                                | Amichevole                                                            | -                                                                     | 80’                                                                   |
| 1-9-2021                                                              | Basilea                                                               | Svizzera                                                              | 2 – 1                                                                 | Grecia                                                                | Amichevole                                                            | -                                                                     | 78’                                                                   |
| 21-11-2023                                                            | Atene                                                                 | Grecia                                                                | 2 – 2                                                                 | Francia                                                               | Qual. Euro 2024                                                       | -                                                                     | 85’                                                                   |
| 11-6-2024                                                             | Grödig                                                                | Malta                                                                 | 0 – 2                                                                 | Grecia                                                                | Amichevole                                                            | -                                                                     | 81’                                                                   |
| Totale                                                                |                                                                       | Presenze                                                              | 4                                                                     |                                                                       | Reti                                                                  | 0                                                                     |                                                                       |

## Palmarès

### Club

#### Competizioni nazionali
- Campionato greco: 1

Olympiacos: 2013-2014
- Coppa di Grecia: 1

Olympiacos: 2014-2015
- Campionato tedesco di seconda divisione: 1

St. Pauli: 2023-2024